# Stephen Hadley

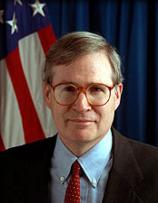
Offizielles Foto von Stephen Hadley

Stephen John Hadley (* 21. Februar 1947 in Toledo, Ohio) ist ein US-amerikanischer Jurist und Regierungsbeamter. Er war der Berater für Nationale Sicherheit in der zweiten Amtszeit von US-Präsident George W. Bush.

## Leben
Hadley machte 1969 einen Bachelor of Arts an der Cornell University. 1972 graduierte er von der Yale Law School mit einem Juris Doctor. Von 1972 bis 1974 fungierte Hadley im Verteidigungsministerium der Vereinigten Staaten als Analyst. Darauf folgte ein Dienst im Stab des Nationalen Sicherheitsrates für Präsident Gerald Ford. Während der Präsidentschaft von George Bush arbeitete Hadley von 1989 bis 1993 erneut im Verteidigungsministerium, diesmal als Assistant Secretary of Defense for Global Strategic Affairs. In dieser Funktion war an den Abrüstungsverhandlungen Start I und Start II beteiligt.

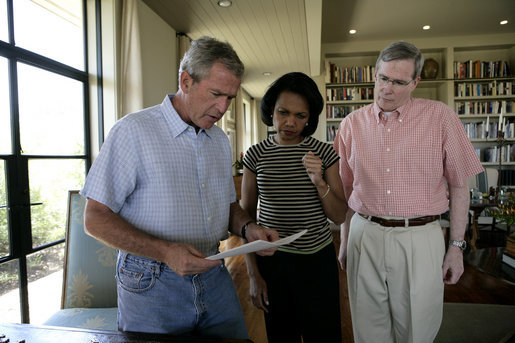
Bush, Rice und Hadley 2006

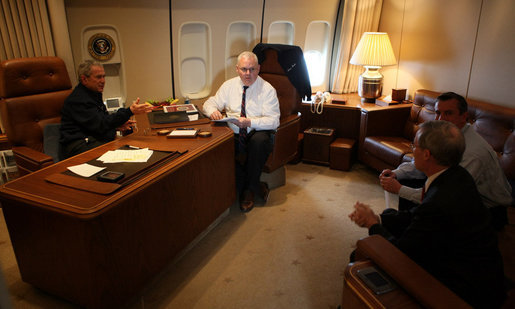
Hadley (ganz rechts) mit George W. Bush (links, Schreibtisch) in der Air Force One

Von 1986 bis 1987 war er Berater der so genannten Tower Commission, die US-Präsident Ronald Reagan eingesetzt hatte, um Waffenverkäufe an den Iran untersuchen zu lassen (s. Iran-Contra-Affäre).
Hadley war Partner der Anwaltskanzlei Shea & Gardner in Washington D.C. sowie Chef der Unternehmensberatung Scowcroft Group, Inc.
Hadley arbeitete als außen- und verteidigungspolitischer Berater für den damaligen Gouverneurs von Texas George W. Bush während des Präsidentschaftswahlkampfes 2000 und wurde 2001 von Bush zum stellvertretenden Vorsitzenden des Nationalen Sicherheitsrates der USA (National Security Council) berufen. In dieser Funktion entschuldigte sich Hadley 2003 für Falschinformationen im Vorfeld des Irakkrieges.
Bush ernannte Hadley 2005 zum Nationalen Sicherheitsberater nach dem die bisherige Sicherheitsberaterin zur Außenministerin berufen wurde. Er diente bis Januar 2009.
Hadley war Mitglied des Verteidigungsausschusses (Defense Policy Board), des Ausschusses zur Beratung des CIA-Direktors in Fragen der Nationalen Sicherheit sowie im Kuratorium des Institutes Analytic Services (ANSER). Beim U.S. Committee on NATO, einer Nichtregierungsorganisation, die sich unter anderem für die Osterweiterung des transatlantischen Bündnisses engagierte, ist er Gründungsmitglied und Schrift- bzw. Geschäftsführer.
In der Vergangenheit hat sich dafür ausgesprochen, die Rolle der nuklearen Abschreckungsmittel der USA auch auf Staaten auszudehnen, die Massenvernichtungswaffen beschaffen wollen oder sich an deren Weiterverbreitung beteiligen.
Hadley war Mitglied der Commission to Assess United States National Security Space Management and Organization (kurz: „Rumsfeld Space Commission“), also in der von Donald Rumsfeld eingesetzten Weltraum-Kommission.
Am 22. April 1993 wurde Stephen Hadley das Große Verdienstkreuz mit Stern des Verdienstordens der Bundesrepublik Deutschland verliehen.

## Werke
- mit  Peter D. Feaver, William C. Inboden, Meghan L. O’Sullivan (Hrsg.): Hand-Off: The Foreign Policy George W. Bush Passed to Barack Obama. Brookings Institution, Washington, D. C., 2023, ISBN 978-0-8157-3977-7.